# Donald amoureux
Pour plus de détails, voir Fiche technique et Distribution.
Donald amoureux ou Fou d'amour pour Daisy au Québec (Crazy Over Daisy) est un court-métrage d'animation américain des studios Disney avec Donald Duck, sorti le 24 mars 1950.

## Synopsis
L'histoire se situe dans les années 1890. Donald, juché sur un grand bi et tenant un bouquet de fleurs et une boîte de chocolats, part retrouver Daisy. Mais sur sa route, il rencontre en chemin Tic et Tac. Ces deux tamias le trouvent ridicule et décident de lui jouer un mauvais tour. Ils s'arrangent pour faire disparaître les cadeaux de Donald, le faire tomber dans une fontaine, puis mentent à Daisy en lui faisant croire que Donald leur a fait du mal.

## Fiche technique
- Titre original : Crazy Over Daisy
- Titre français : Donald amoureux[1]
- Série : Donald Duck
- Réalisation : Jack Hannah
- Production : Walt Disney
- Société de production : Walt Disney Productions
- Société de distribution : RKO Radio Pictures
- Format :  Couleur (Technicolor) - 35 mm - 1,37:1 - Son mono (RCA Photophone)
- Durée : 6 minutes
- Langue : Anglais
- Pays de production :  États-Unis
- Date de  sortie :
  - États-Unis : 24 mars 1950[2]

## Voix  originales
- Clarence Nash : Donald Duck
- Jim MacDonald  : Tic
- Dessie Flynn  : Tac
- Gloria Blondell  : Daisy Duck

## Voix françaises
- Sylvain Caruso : Donald Duck
- Béatrice Belthoise : Tic
- Philippe Videcoq : Tac
- Régine Teyssot : Daisy Duck

## Sorties DVD
- Les Trésors de Walt  Disney : Donald de A à Z, vol. 3.

## Titre en différentes langues
D'après IMDb :
- Allemagne : Verrückt nach Daisy
- Finlande : Hupsuna Iinekseen
- Suède : Galen i kajsa, Kalle Anka på friarstråt